# U-Bahnhof Innsbrucker Ring
Der U-Bahnhof Innsbrucker Ring ist ein Umsteigebahnhof der U-Bahn München im Osten der Stadt. Hier kreuzen sich die Linien U2 zur Messestadt Ost und U5 nach Neuperlach Süd. Außerdem wird der U-Bahnhof seit dem 12. Dezember 2011 von der Verstärkungslinie U7 bedient, die nur in der Hauptverkehrszeit fährt und am Innsbrucker Ring von der Stammstrecke 2 auf die Stammstrecke 3 abbiegt.

## Lage

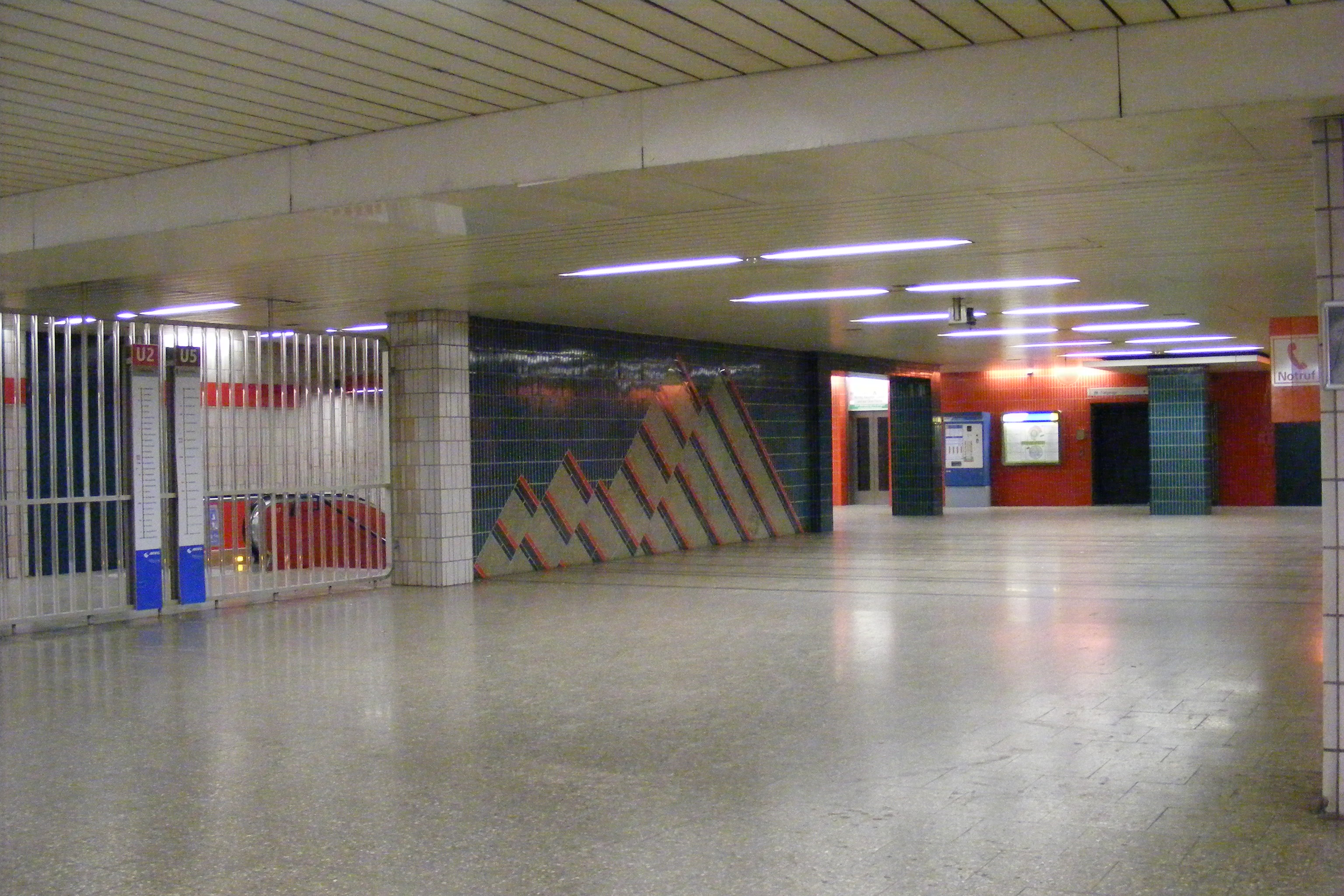
Sperrengeschoss am Bahnhof Innsbrucker Ring

Der U-Bahnhof liegt unter der Kreuzung des Innsbrucker Rings (eines Teilstücks des Mittleren Ringes) mit der Bad Schachener Straße an der Grenze zwischen den Stadtteilen Berg am Laim und Ramersdorf.

## Geschichte
Der U-Bahnhof Innsbrucker Ring wurde am 18. Oktober 1980 eröffnet. Damals verkehrten dort die U8 (heute U2) Richtung Neuperlach Süd und die U1, die in der anfangs vorhandenen Wendeanlage östlich von den mittleren Gleisen des viergleisigen Bahnhofs wendete, bevor sie ab 1997 vom Kolumbusplatz aus zum Mangfallplatz fuhr. Am 27. Oktober 1988 erreichte erstmals die U5 den Innsbrucker Ring auf den äußeren Gleisen. Bis zur Eröffnung des Abzweigs der U2 zur Messestadt 1999 verkehrte die U2 gemeinsam mit der U5 nach Neuperlach Süd.

## Verkehr
| Linie | Linienverlauf |
| ----- | --- |
| U2    | Feldmoching – (1065 m) – Hasenbergl – (631 m) – Dülferstraße – (1112 m) – Harthof – (962 m) – Am Hart – (1010 m) – Frankfurter Ring – (657 m) – Milbertshofen – (1094 m) – Scheidplatz – (1103 m) – Hohenzollernplatz – (756 m) – Josephsplatz – (513 m) – Theresienstraße – (730 m) – Königsplatz – (583 m) – Hauptbahnhof – (905 m) – Sendlinger Tor – (746 m) – Fraunhoferstraße – (1116 m) – Kolumbusplatz – (711 m) – Silberhornstraße – (553 m) – Untersbergstraße – (654 m) – Giesing – (1280 m) – Karl-Preis-Platz – (868 m) – Innsbrucker Ring – (1576 m) – Josephsburg – (978 m) – Kreillerstraße – (1207 m) – Trudering – (959 m) – Moosfeld – (1683 m) – Messestadt West – (925 m) – Messestadt Ost |
| U5    | Laimer Platz – (670 m) – Friedenheimer Straße – (791 m) – Westendstraße – (806 m) – Heimeranplatz – (671 m) – Schwanthalerhöhe – (927 m) – Theresienwiese – (711 m) – Hauptbahnhof – (521 m) – Karlsplatz (Stachus) – (811 m) – Odeonsplatz – (933 m) – Lehel – (928 m) – Max-Weber-Platz – (1080 m) – Ostbahnhof – (1602 m) – Innsbrucker Ring – (982 m) – Michaelibad – (1708 m) – Quiddestraße – (778 m) – Neuperlach Zentrum – (764 m) – Therese-Giehse-Allee – (722 m) – Neuperlach Süd |
| U7    | Olympia-Einkaufszentrum – (625 m) – Georg-Brauchle-Ring – (788 m) – Westfriedhof – (830 m) – Gern – (1007 m) – Rotkreuzplatz – (1102 m) – Maillingerstraße – (878 m) – Stiglmaierplatz – (1071 m) – Hauptbahnhof – (905 m) – Sendlinger Tor – (746 m) – Fraunhoferstraße – (1116 m) – Kolumbusplatz – (711 m) – Silberhornstraße – (553 m) – Untersbergstraße – (654 m) – Giesing – (1280 m) – Karl-Preis-Platz – (868 m) – Innsbrucker Ring – (982 m) – Michaelibad – (1708 m) – Quiddestraße – (778 m) – Neuperlach Zentrum |
| U8    | nur samstags: Olympiazentrum – (944 m) – Petuelring – (832 m) – Scheidplatz – (1103 m) – Hohenzollernplatz – (756 m) – Josephsplatz – (513 m) – Theresienstraße – (730 m) – Königsplatz – (583 m) – Hauptbahnhof – (905 m) – Sendlinger Tor – (746 m) – Fraunhoferstraße – (1116 m) – Kolumbusplatz – (711 m) – Silberhornstraße – (553 m) – Untersbergstraße – (654 m) – Giesing – (1280 m) – Karl-Preis-Platz – (868 m) – Innsbrucker Ring – (982 m) – Michaelibad – (1708 m) – Quiddestraße – (778 m) – Neuperlach Zentrum |